# 安德烈亚斯·巴德尔
貝恩德·安德烈亚斯·巴德尔（德語：Berndt Andreas Baader，1943年5月6日—1977年10月18日）是西德恐怖分子、德国左翼军事及恐怖组织红军派的最初领导人。安德烈亚斯·巴德尔出生于慕尼黑，父亲为历史学家，苏德战争时被苏联俘获后未返回德国。巴德由其母亲和祖母养大。巴德尔高中辍学，是红军派中少数未上过大学的成员。古德伦·恩斯林为其女友。